# Ázerbájdžán na Letních olympijských hrách 2008
Ázerbájdžán se účastnil Letní olympiády 2008 v 10 sportech. Zastupovalo ho 44 sportovců.

## Medailové pozice
| Medaile | Jméno             | Sport | Disciplína                 |
| ------- | ----------------- | ----- | -------------------------- |
| Zlato   | Elnur Mammadli    | Judo  | lehká - do 73 kg           |
| Stříbro | Rovšan Bajramov   | Zápas | Muži řecko-římský do 55 kg |
| Stříbro | Vitali Rahimov    | Zápas | Muži řecko-římský do 60 kg |
| Bronz   | Şahin İmranov     | Box   | váha pérová - do 57 kg     |
| Bronz   | Movlud Miralijev  | Judo  | polotěžká - do 100 kg      |
| Bronz   | Chetag Gozjumov   | Zápas | Muži volný styl do 96 kg   |
| Bronz   | Marija Stadnyková | Zápas | Ženy volný styl do 48 kg   |